# SO BAD!
『SO BAD!』（ソー バッド!）は、相原実貴による日本の漫画作品。
『別冊少女コミック』（小学館）にて、1996年5月号から1998年7月号まで連載されていた。単行本は全6巻。後に野原広子によりノベライズされている。

## あらすじ
その年の最優秀生徒を決めるスチューデント・オブ・ジ・イヤー。
その賞を狙うため、必死に勉強をする今日子。幼い頃から母親の愛情を奪ってきた最大のライバル・連城環に勝ちたい一心で励んできた今日子だが、母が骨折し、母が家政婦をする連城家に代理で行かなければならなくなる。
しかし、環を含め連城家の三兄弟と関わるうちに、今日子の環に対する気持ちが変わっていく。

## 登場人物

### 雪野家
雪野 今日子（ゆきの きょうこ）
白蘭学院高等部2年生。
環に勝つ為に、最優秀学生（スチューデント・オブ・ジ・イヤー）を狙い、副賞であるロス留学し、良い大学に入ってエリートになる事を目標としている。
成績優秀で美人だが、対人関係が苦手で友達がいない。「人望」の薄い今日子にとって部活に所属していない事が最優秀学生（スチューデント・オブ・ジ・イヤー）の選考に不利な事を知り、宇佐見から誘われた文化祭実行委員を引き受ける事になる。
どんなに頑張っても、必ず環を引き合いに出して決して褒めようとしない母親のせいで、会った事もない環にライバル視していたが、母親の代理で宿敵である連城家の家政婦として居候する事となり、その思いは変化していく。
雪野 さち代（ゆきの さちよ）
今日子の母親。ハウスキーパーの派遣会社を経営している。葛彦への恩から自身も連城家のハウスキーパーとして通っている。
周囲からは葛彦の愛人ではないかと昔から噂されている。
常に連城びいきで、今日子に対しては厳しく決して褒めたり甘やかしたりしない。

### 連城家
連城 環（れんじょう たまき）
連城家の長男。白蘭学院高等部3年生。
成績優秀でスポーツ万能、周囲からの人望も厚い為、最優秀学生（スチューデント・オブ・ジ・イヤー）の最有力候補。
既に高校2年生の時に最優秀学生（スチューデント・オブ・ジ・イヤー）に選ばれている。
義母の結麻のことを好きになり、肉体関係を持ってしまった事から、結麻を父親と別れさせ一緒に家を出ようと考え、バイトに明け暮れている。
美人（ミト）と湛とは異母兄弟。
連城 美人（れんじょう みと）
連城家の次男。白蘭学院高等部2年生。
サッカー部のエース。自他共に認める天才。
チャラい性格と今日子との出会いが屋上で女とキスしている所を見られた事から、超ナンパな奴と思われている。
今日子と同様に何事も自分より優秀な環に対してコンプレックスがあり、何事も本気になっても無駄だと思っていたが、今日子のことを好きになり徐々に変わっていく。美奈子と付き合っていたが、今日子の事を好きだと気付き別れてしまう。
今日子とはすぐに喧嘩になってしまい好意を表に出せないが、常に今日子を見守り励ましている。
連城 湛（れんじょう しずか）
連城家の三男。慶徳大付属中学2年生。
全国一斉模試でトップ10に入る程の秀才。
都内一の受験校に通っていたが、登校拒否状態となり、テスト期間中と出席日数合わせのためだけにしか通わない。
不登校の原因を解決してくれた今日子を好きになり、素直な感情を今日子にぶつける。
連城 葛彦（れんじょう かつひこ）
三兄弟の父親。舞台演出家として海外を飛び回り、滅多に日本には帰ってこない。
美人・湛の母親とはくっついたり別れたりを繰り返し、数え切れないほどの女性と関係を持つ。
祥子とは親に表向きだけでも付き合えば演劇を続けても良いと言われ、演劇を続ける為の自由とお金欲しさに付き合い、結婚した。
連城 祥子（れんじょう しょうこ）
環の母親で葛彦の最初の妻。環が1歳の時に交通事故で死亡。
葛彦の親が決めた結婚相手。
連城 結麻（れんじょう ゆま）
28歳。葛彦の4番目の妻。

### その他
宇佐見 琴乃（うさみ ことの）
今日子のクラスメイト。サッカー部のマネージャー。
人懐っこく、今日子に対しても物怖じせず話しかけてくる。
藤置 美奈子（ふじおき みなこ）
美人（ミト）の彼女。
美人（ミト）が今日子の事を好きだと気付いている。
篠原 玲子（しのはら れいこ）
慶徳大付属中学の英語教師。
湛のクラスの副担任。美人で医者の婚約者がいるが、執拗に湛に「関係」を迫る。